# Luis Donaldo Colosio Riojas
Luis Donaldo Colosio Riojas (Magdalena de Kino, Sonora; 31 de julio de 1985) es un abogado y político mexicano, miembro del partido Movimiento Ciudadano. Actualmente es senador de la República desde el 1 de septiembre de 2024.
Fue presidente municipal de Monterrey desde el 29 de septiembre de 2021 hasta el 22 de agosto de 2024, electo en las elecciones estatales de 2021, y diputado local del Congreso del Estado de Nuevo León desde el 1 de septiembre de 2018 hasta el 1 de febrero de 2021. 
Figuró como el candidato de oposición mejor posicionado para la elección presidencial de 2024. Sin embargo, fue candidato a senador por Nuevo León por MC. Obtuvo la senaduría por el principio de primera minoría al quedar en segundo lugar en las elecciones.

## Biografía

### Primeros años
Luis Donaldo Colosio Riojas es hijo de Luis Donaldo Colosio, quien fue candidato presidencial por el Partido Revolucionario Institucional (PRI) en las elecciones de 1994, y de Diana Laura Riojas Reyes. Nació, igual que su padre, en Magdalena de Kino, Sonora, el 31 de julio de 1985, el primer hijo de dos del matrimonio. Tiene una hermana menor, Mariana Colosio Riojas.[cita requerida]
Quedó huérfano en 1994, tras el asesinato de su padre, en marzo, y la muerte de su madre, debido al cáncer de páncreas en noviembre, cuando tenía 8 años y su hermana, 1 año de edad. Los hermanos fueron adoptados por la familia de su madre, María Elisa Riojas y Fernando Cantú.

### Estudios
Estudió derecho en el Instituto Tecnológico y de Estudios Superiores de Monterrey, Campus Ciudad de México, donde se graduó en el 2010.
Estudió un diplomado en financiamiento y medios de pagos internacionales en el Instituto Tecnológico y de Estudios Superiores de Monterrey, en el 2016. Estudió también una maestría en Derecho de la empresa en la Universidad de Monterrey.

### Vida personal
Se casó el 18 de julio de 2009 con María de la Luz García Luna, y ambos tienen dos hijos: Luis Donaldo y María Emilia.

## Trayectoria política
En su juventud, Colosio no mostraba interés de ingresar en política. De acuerdo con El País, había sido desalentado por su familia de emprender una carrera política, en especial por el traumático asesinato de su padre. A lo largo de su juventud recibió diversas ofertas de optar por un cargo de elección: en 2006 lo invitaron a ser candidato a diputado plurinominal federal. «Se me hizo una falta de respeto, una irresponsabilidad ofrecerle a un escuincle [niño] que no había terminado sus estudios, una responsabilidad de ese tamaño», afirmó Colosio. En total fueron 3 invitaciones que rechazó a lo largo de tres años.
Poco tiempo después de egresar como abogado en 2010, Colosio fundó junto a Agustín Basave Alanís, su hermano Alejandro Basave, hijos del expresidente perredista Agustín Basave Benítez, y Manuel Sánchez O’Sullivan, el despacho jurídico «Basave Colosio Sánchez». En el despacho comenzaron una consultoría parlamentaria que tenía como clientes a diversos políticos de todos los partidos. Allí hizo contacto con líderes del Movimiento Ciudadano, quienes le ofrecieron en 2017 una candidatura a diputado local para las elecciones de 2018, que finalmente aceptó.

### Diputado local
Colosio Riojas se postuló en el Distrito IV local de Nuevo León por Movimiento Ciudadano en la elecciones de Nuevo León de 2018, en las cuales resultó elegido con el 33.41% de los votos. Tomó protesta el 1 de septiembre del 2018 como integrante de la LXXV Legislatura de Nuevo León.
| Comisiones y comités a los que pertenece                                                                   | Comisiones y comités a los que pertenece |
| Comisión o Comité                                                                                          | Puesto                                   |
| --- | ---------------------------------------- |
| Comisión de Legislación                                                                                    | Vocal                                    |
| Comisión de Puntos Constitucionales                                                                        | Vocal                                    |
| Comisión de Desarrollo Social, Derechos Humanos y Asuntos Indígenas                                        | Presidente                               |
| Comisión para la Igualdad de Género                                                                        | Vocal                                    |
| Comisión de Economía, Emprendimiento y Turismo                                                             | Vocal                                    |
| Comisión Primera de Hacienda y Desarrollo Municipal                                                        | Vocal                                    |
| Comisión de Presupuesto                                                                                    | Secretario                               |
| Comité de Administración                                                                                   | Secretario                               |
| Comisión de Coordinación y Régimen Interno                                                                 | Vocal                                    |
| Comisión Especial para el Análisis y Combate a la Desaparición de Niñas, Niños y Adolescentes en el Estado | Vocal                                    |

### Precandidato a gobernador de Nuevo León
En noviembre de 2020, Colosio confirmó sus intenciones de convertirse en candidato a gobernador de Nuevo León por su partido el Movimiento Ciudadano. Luego de una reunión de trabajo entre el coordinador nacional de MC, senador Clemente Castañeda; el coordinador de la Comisión Operativa Estatal, Agustín Basave Alanís; el presidente del Consejo Nacional, senador Dante Delgado; y el coordinador de la Comisión Operativa Municipal de Monterrey, diputado Horario Tijerina, se determinó al senador Samuel García y a Colosio Riojas como contendientes del proceso interno del partido.
La precampaña se llevó a cabo del 25 de noviembre al 8 de enero del 2021. Finalmente García fue seleccionado como candidato.

### Presidente Municipal de Monterrey
El 25 de enero de 2021, Colosio anunció su candidatura a presidente municipal de Monterrey por el Movimiento Ciudadano. El anuncio se hizo a la par del anuncio de que Samuel García contendría por la gubernatura de Nuevo León, también por MC. Colosio Riojas renunció a su cargo como coordinador nacional de diputados locales en MC para dedicarse de lleno a la campaña municipal. Finalmente, Colosio se terminaría imponiendo en la elección con una amplia ventaja. De acuerdo con el Programa de Resultados Electorales Preliminares, Colosio Riojas obtuvo 229 mil 655 votos, equivalente al 47 %, superando por 16 puntos a su rival más cercano, Francisco Cienfuegos, del Partido Revolucionario Institucional (PRI).
Rindió protesta como presidente municipal la noche del 29 de octubre de 2021 en sesión solemne del Cabildo. Colosio presidió la primera sesión ordinaria de Cabildo en la que se aprobaron por unanimidad, los nombramientos de la secretaria del Ayuntamiento Ana Lucía Riojas Martínez; del tesorero Rafael Serna Sánchez, de la contralora Lourdes Williams y del secretario de Seguridad y Vialidad, Alejandro Garza y Garza, a quienes les tomó protesta (juramento) al finalizar la sesión.